# BMW N52
Der BMW N52 ist ein Reihensechszylinder-Ottomotor von BMW, der erstmals 2004 im BMW 6er eingebaut wurde. Er folgte damit dem BMW M54-Motor, der aus dem Anfang der 1990er Jahre eingeführten BMW M50-Motor bzw. dessen Nachfolger dem BMW M52-Motor entwickelt wurde. Der N52 war komplett neu entwickelt, wobei im Vergleich zum M54 das Gewicht um 10 kg verringert, der Verbrauch um 12 % gesenkt und die Leistung um 20 kW gesteigert werden konnte.
Der N52 wurde in den Modellen des 3er (E90), 5er (E60/E61) und im Z4 (E85/E86) verwendet, außerdem im 1er (E87, E81, E82, E88), Z4 (E89), X1 (E84), X3 (E83) und X5 (E70) sowie im 6er (E63/E64) und 7er (E65/E66).
Ab 2007 wurde der N52 vom BMW N53 abgelöst, der mit dem Facelift des BMW E60 erstmals produziert wurde. Die Produktion des BMW N52 wurde Ende 2015 eingestellt.

## Konstruktion
Die Entwicklungsziele, die das Lastenheft für das Triebwerk mit der Projektbezeichnung NG6 vorsah, waren eine deutliche Leistungssteigerung, eine Drehmomenterhöhung im unteren Drehzahlbereich, eine deutliche Ausweitung des nutzbaren Drehzahlbereichs, eine signifikante Reduzierung des Kraftstoffverbrauchs (entkoppelt von der Kraftstoffqualität) und eine spürbare Gewichtsreduzierung trotz der höheren Leistungsanforderung und des Technologie-Mehraufwandes zur Verbrauchsreduzierung.

### Verbrauchssenkende Maßnahmen
Neben der bewährten variablen Nockenwellensteuerung für die Ein- und Auslassnockenwelle (Doppel-VANOS in Aluminium-Leichtbauweise) zur Steuerung der Ventilöffnungszeiten wurde erstmals in einem Reihensechszylinder eine technische Neuerung integriert: Der vollvariable Ventiltrieb VALVETRONIC der zweiten Generation, welcher Drehzahlen bis 7000 min−1 ermöglicht und den Ventilhub, die Öffnungsdauer sowie die Steuerzeit der Ventile stufenlos regelt. Durch die Valvetronic wird die Einlassmenge der Luft nicht wie üblich über eine Drosselklappe geregelt, sondern über den variablen Ventilhub, der zwischen 0,25 mm und 9,8 mm verstellt werden kann. Die Änderung des Ventilhubs erfolgt über eine präzise Mechanik in Kombination mit einer Exzenterwelle, die über einen Steuermotor von VDO gestellt wird. Auf diese Weise übernehmen die Einlassventile die Funktion der Drosselklappe. Eine Drosselklappe ist zwar noch vorhanden, kommt aber nur in sehr wenigen Betriebszuständen unterstützend zum Einsatz und hat hauptsächlich die Funktion eines Notlaufsystems.
Durch die direkte Einlasssteuerung am Zylinder lassen sich die Strömungsverluste reduzieren. Zudem führt die höhere Einströmgeschwindigkeit zu einer besseren Verteilung des Benzin-Luft-Gemisches im Zylinder. Das Resultat ist ein im Vergleich zu herkömmlichen Drosselklappenmotoren wesentlich verbessertes Ansprechverhalten und zugleich eine effizientere Kraftstoffausnutzung. Somit erreichen die Verbrauchs- und Emissionswerte ein für diese Leistungsklasse außergewöhnlich geringes Niveau.
Das Wärmemanagement passt unabhängig von der Motordrehzahl über das Kennfeldthermostat und die elektrische Kühlmittelpumpe die Kühlleistung an. Die elektrische Kühlmittelpumpe kann unabhängig von der Drehzahl des Motors nach dem tatsächlichen Kühlungsbedarf gesteuert werden. Während konventionelle Kühlmittelpumpen bis zu 2 kW verbrauchen, reduziert sich die Leistungsaufnahme bei der bedarfsgerechten Regelung auf 200 Watt. Zusätzliche Vorteile der elektrischen Kühlmittelpumpe sind der Entfall einer zweiten Riemenebene und ein schnelleres Erreichen der Motorbetriebstemperatur, wodurch sich ein Verbrauchsvorteil von zwei Prozent ergibt.
Die volumenstromgeregelte Ölpumpe, deren Exzentrizität über Regelkolben verstellt werden kann, fördert in jedem Betriebszustand nur die tatsächlich erforderliche Ölmenge. Konventionelle Pumpen würden bis zu 2 kW mehr an Leistung benötigen.
Mit der dreistufigen Resonanzsauganlage wird ein höheres Drehmoment bei niedrigen Drehzahlen und eine höhere Leistung bei hohen Drehzahlen erreicht.
Durch den Öl-Wasser-Wärmeübertrager erreicht der Motor in der verbrauchsintensiven Warmlaufphase schneller seine Betriebstemperatur. Bei sehr hohen Öltemperaturen wird über den Wärmeübertrager Wärme an die Motorkühlung abgegeben.
Der Grundmotor wurde insgesamt reibungsreduziert und die Motorsteuerung an die deutlich erweiterten Funktionsumfänge angepasst.
Des Weiteren war der N52 gegenüber dem Vorgängermotor M54 nun auch im Volllast-Betrieb über die Lambdasonden kraftstoffmengengeregelt. Das senkte im Volllast-Betrieb den Kraftstoffverbrauch und verbesserte die Abgaswerte wie den Gehalt an Kohlenmonoxid (CO), Kohlenwasserstoff (HC), Stickoxide (NOx) und vor allem von Benzol.

### Konsequenter Leichtbau

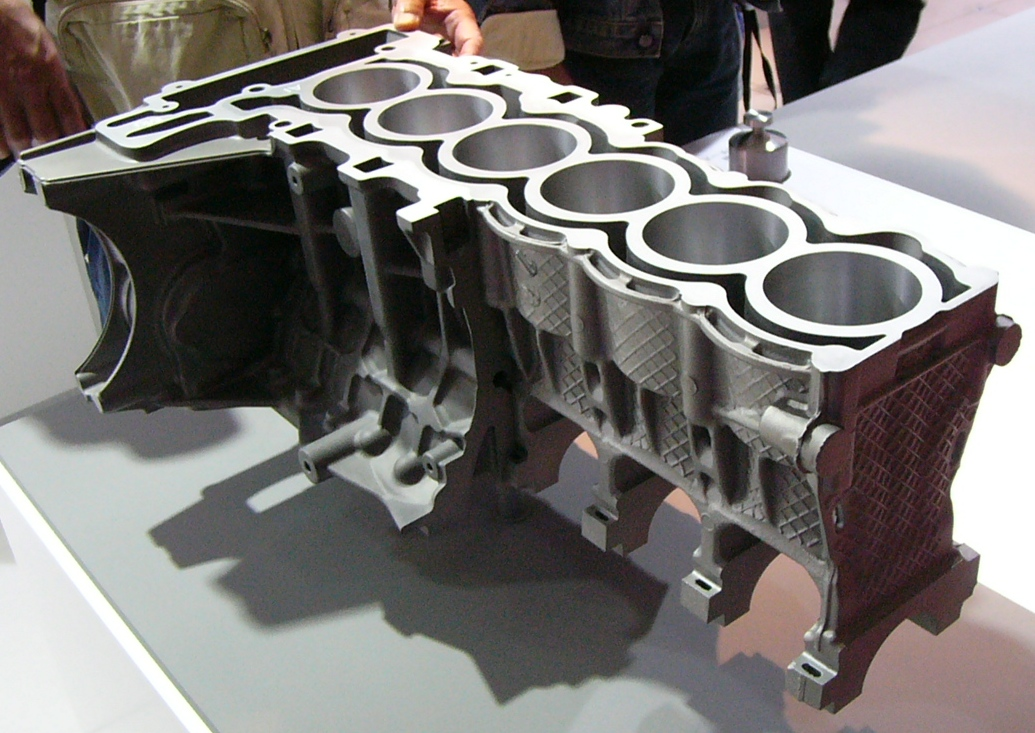
Mg-Al-Verbundguss-Kurbelgehäuse des BMW N52

Mit einem Gesamtgewicht von 161 kg war der 3-Liter-Motor der leichteste Sechszylinder in dieser Leistungsklasse. Erzielt wurde das geringe Gewicht unter anderem mithilfe eines neuartigen Magnesium-Aluminium-Verbundguss-Kurbelgehäuses. Weil sich Magnesium weder als Laufflächenwerkstoff noch als Material für ein Kühlmittel führendes Bauteil eignet, wurde eine Verbundkonstruktion mit einem AlSi17-Insert und einem Magnesium-Umguss entwickelt. BMW setzte damit zum ersten Mal eine Magnesiumlegierung in der Großserienfertigung eines wassergekühlten Kurbelgehäuses ein. Das Gehäuse ist rund 24 % leichter als ein vergleichbares Bauteil aus Aluminium oder 57 % als eines aus Grauguss. Die Zylinderkopfhaube des Motors besteht ebenfalls aus Magnesium.
Durch einen Leichtbau-Tiefziehflansch wurde am Fächerkrümmer eine erhebliche Gewichtsreduzierung erreicht. Die Wandstärke des Abgaskrümmer-Flansches konnte auf 2 mm verringert werden und er wurde damit 800 g leichter. Die Dünnwand-Keramikkatalysatoren sind kleiner und leichter als bisher. Sie erreichen schneller ihre Betriebstemperatur und machen eine Sekundärluft-Einblasung überflüssig.
Die gebauten Leichtbau-Nockenwellen wurden im Innenhochdruck-Umformverfahren hergestellt. Sie sind um 25 % leichter als konventionelle Nockenwellen und die Gewichtsersparnis lag in Summe bei 1,2 kg.

Schnittmodell eines BMW-N52-Motors
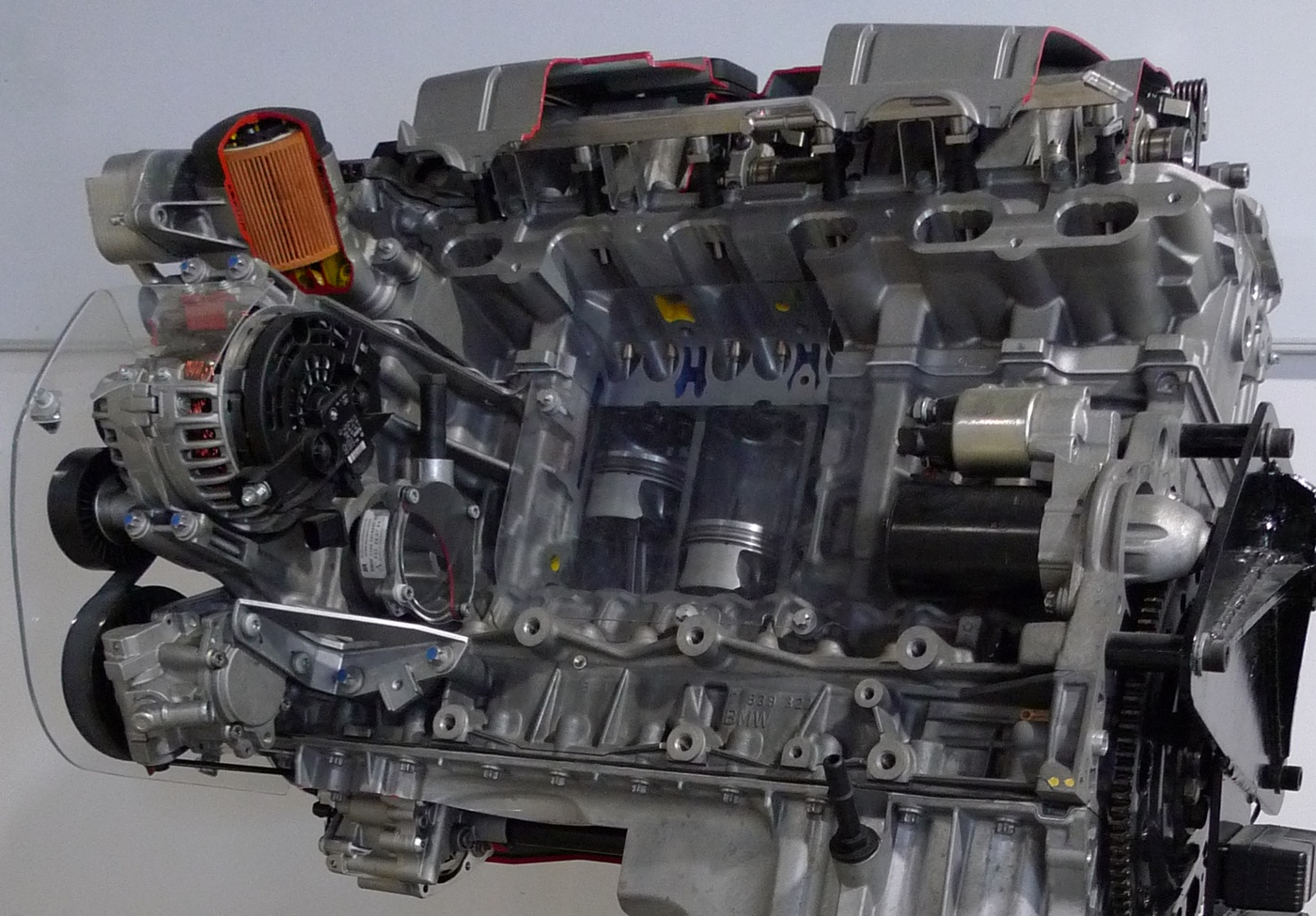
Einlassseite
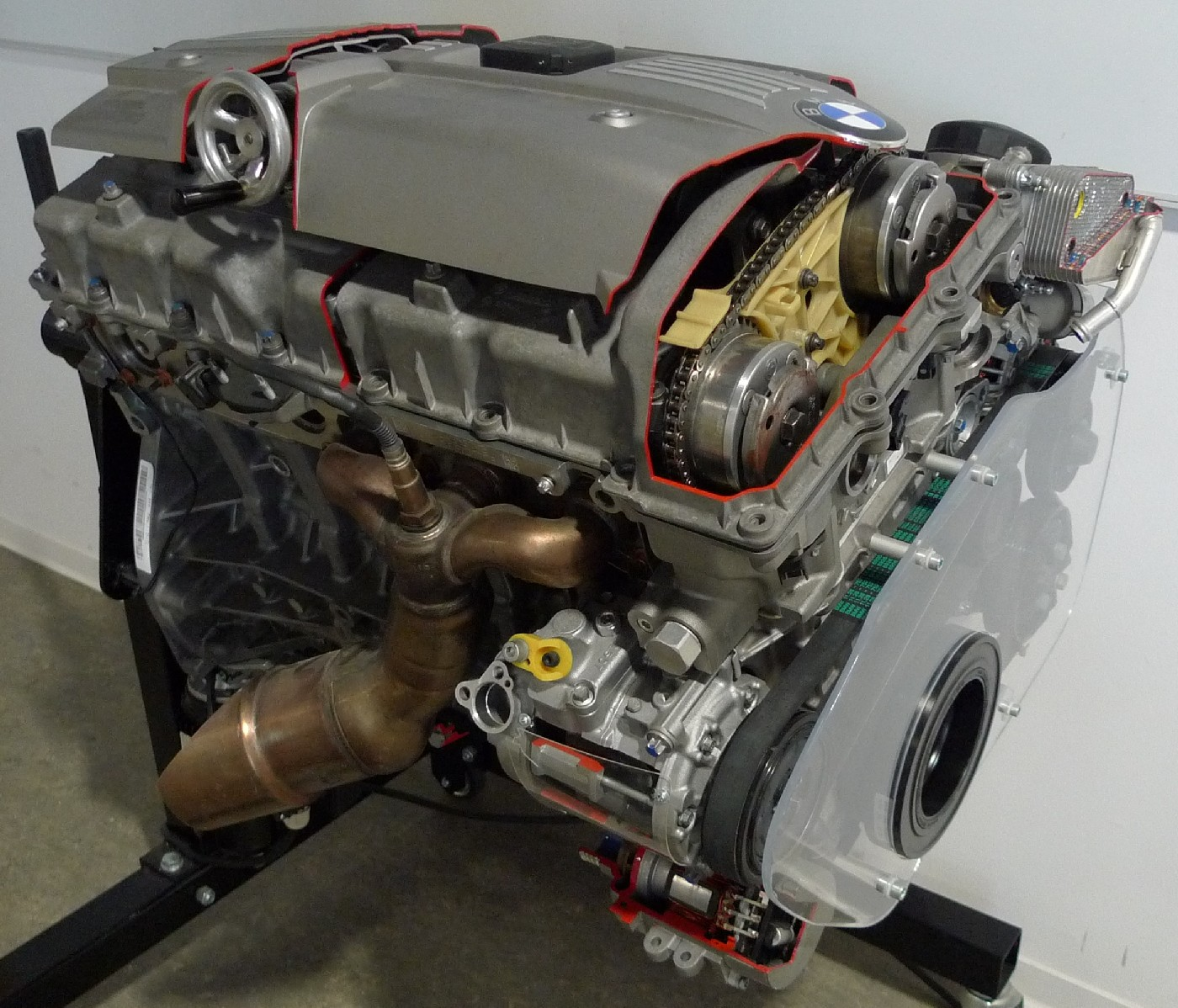
Auslassseite
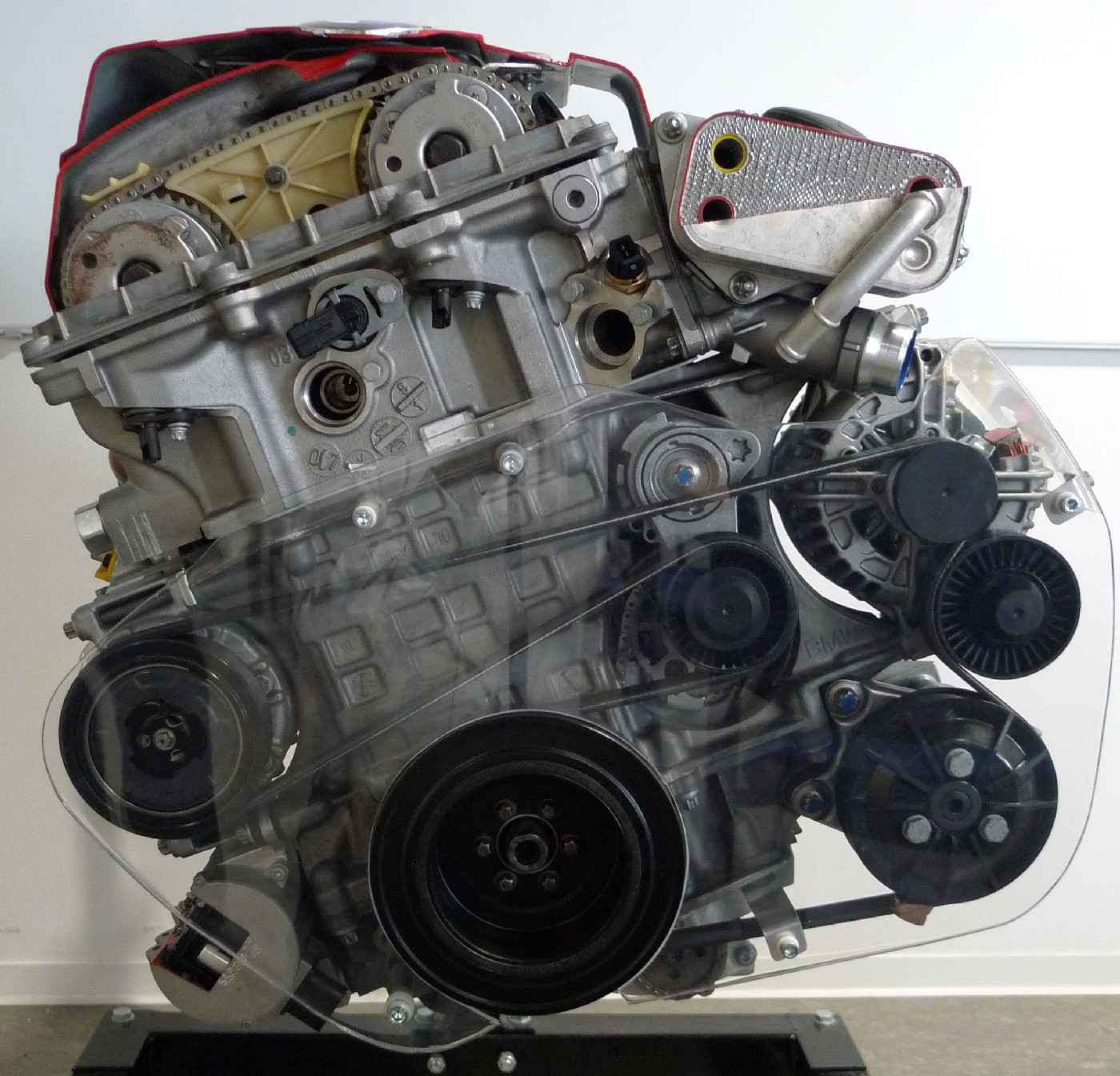
Frontansicht
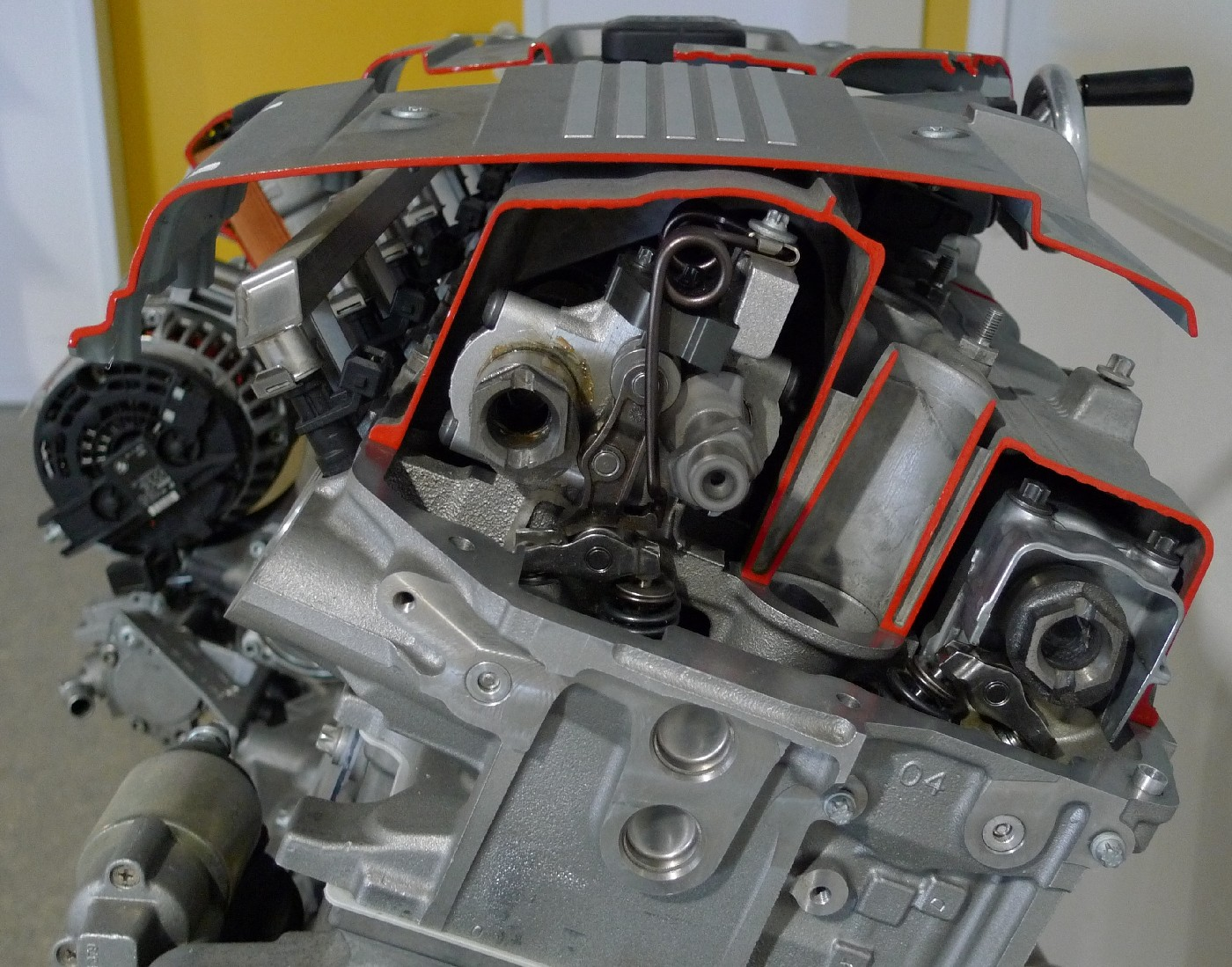
Detailansicht Nockenwellen und VALVETRONIC
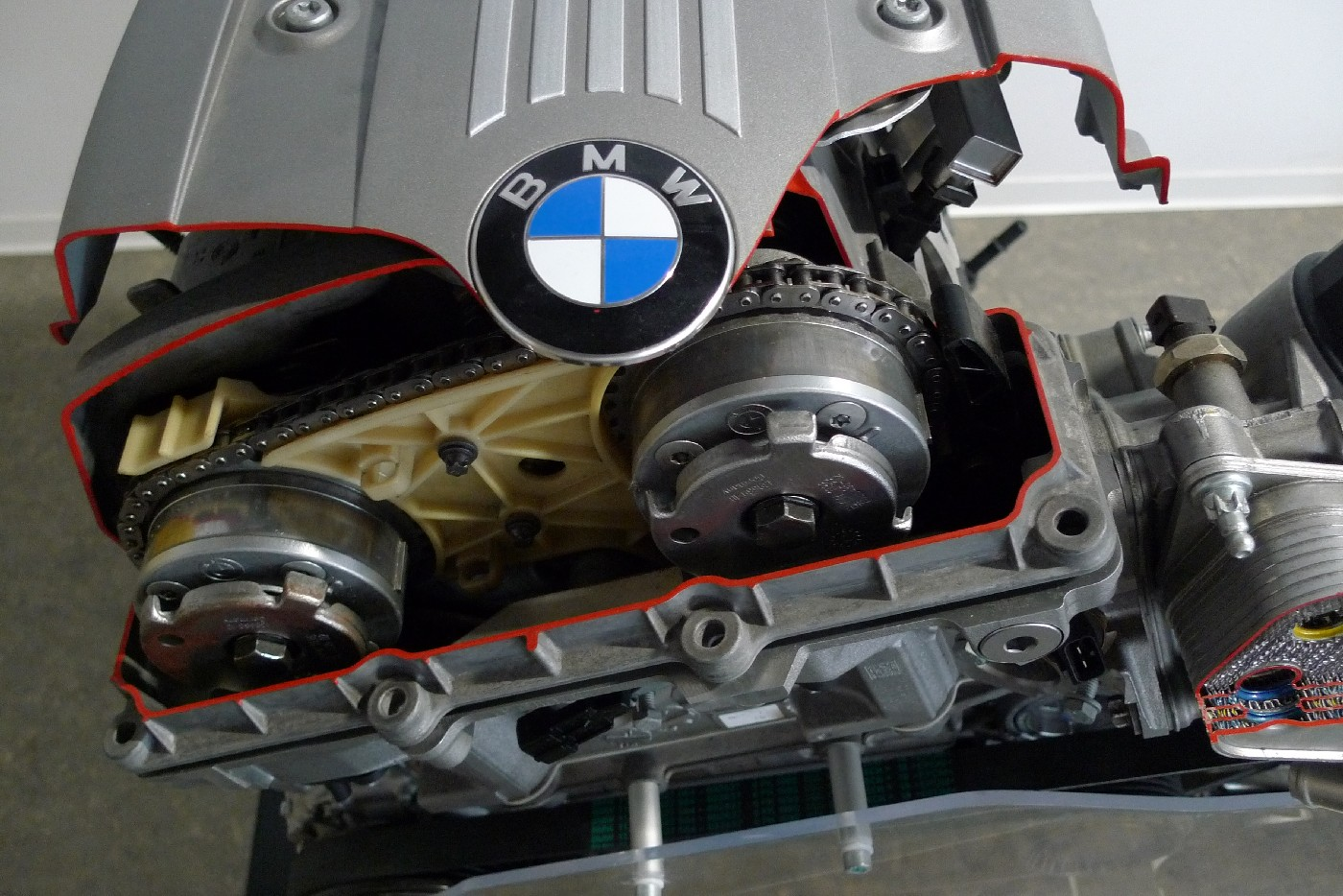
Detailansicht VANOS
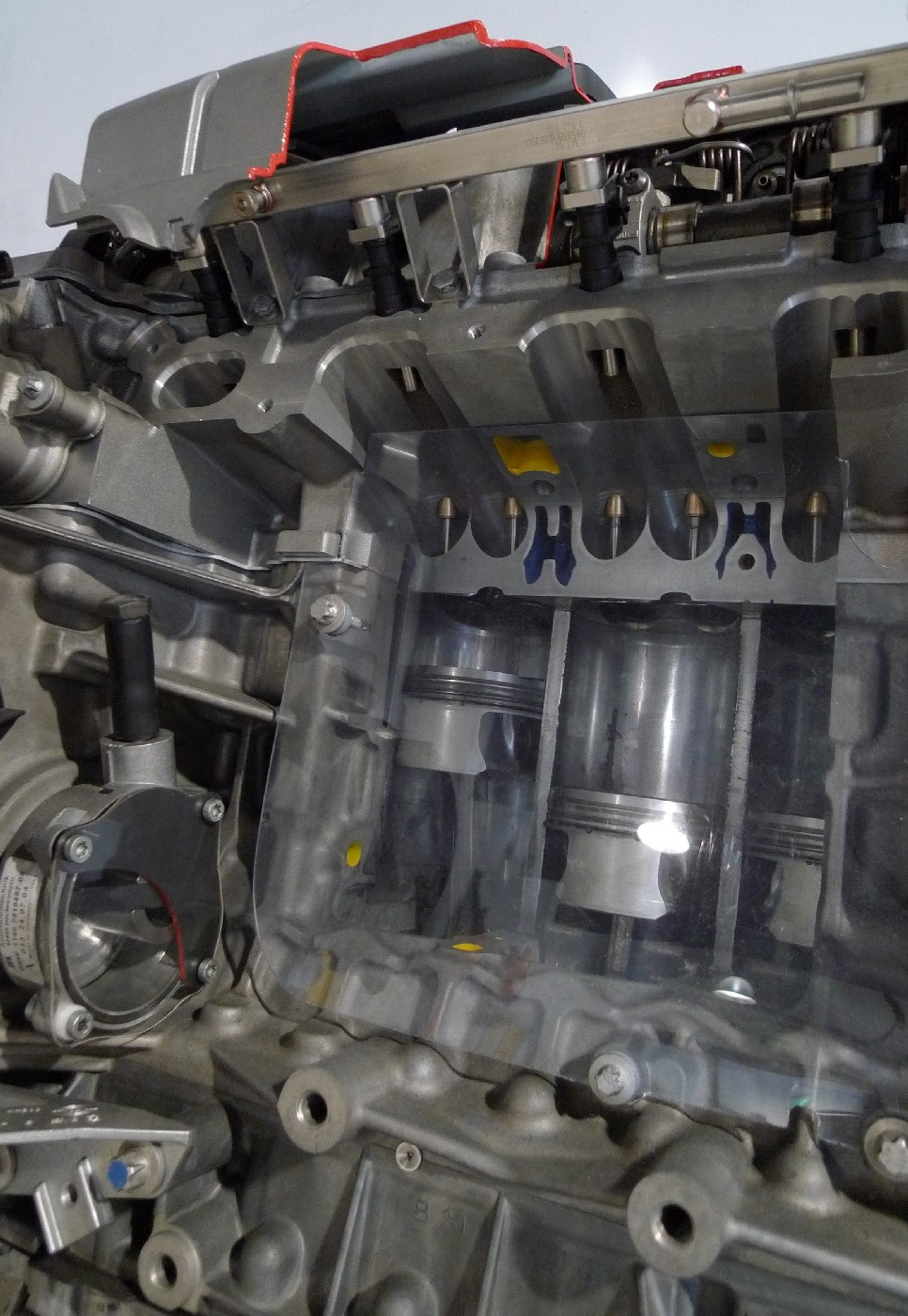
Detailansicht Kurbelgehäuse und Ansaugtrakt

## Technische Daten

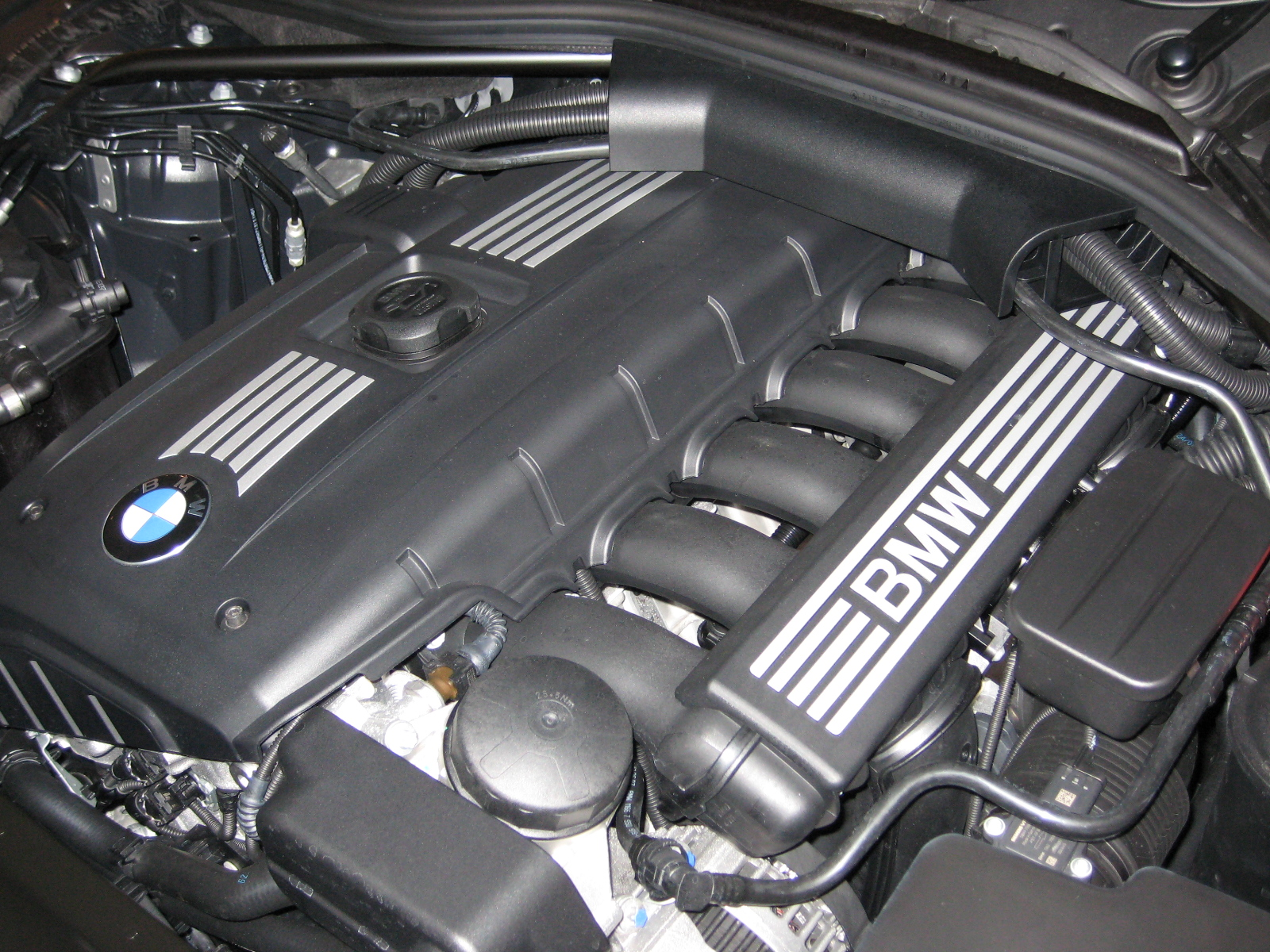
N52B30 in einem BMW 530i (E60)

| Bauart                                           | Reihen-Sechszylinder |
| Markteinführung                                  | September 2004 im BMW 630Ci |
| Maximale Leistung                                | 190 kW / 258 PS bei 6600 min−1 |
| Maximales Drehmoment                             | 300 Nm bei 2500–4000 min−1 |
| Brennverfahren                                   | Saugmotor / Lambda = 1,0 / VALVETRONIC Laststeuerung                                                                                                 |
| Hubraum effektiv                                 | 2996 cm3 |
| Verdichtungsverhältnis                           | 10,7 : 1 |
| Bohrung × Hub                                    | 85 mm × 88 mm |
| Kurbelgehäusematerial                            | Magnesium mit Aluminium-Insert; Zylinderlauffläche aus Alusil                                                                                        |
| Zylinderabstand                                  | 91 mm |
| Pleuel                                           | Crack-Technologie, Trapezpleuel |
| Nockenwellen                                     | zwei kettengetriebene Nockenwellen (gebaute Nockenwelle in Hydroumformtechnik), siebenfach gelagert und feinstgewuchtet                              |
| Nockenwellenverstellung                          | hydraulisch stufenlos variable Phasenverstellung der Einlass- und Auslassnockenwelle (Doppel-VANOS)                                                  |
| Ventiltrieb                                      | Rollenschlepphebel, hydraulischer Ventilspielausgleich, VALVETRONIC                                                                                  |
| Ventile pro Zylinder                             | 4 |
| Sauganlage                                       | dreistufige Resonanzsauganlage |
| Motorgewicht nach BMW Richtlinie                 | 161 kg |
| Motorsteuerung / Gemisch- aufbereitung / Zündung | Digitale Motorsteuerung mit integrierter VALVETRONIC-Steuerung MSV70; sequenzielle Multipoint-Saugrohr-Einspritzung, Einzelzündspulen, Klopfregelung |
| Kraftstoff                                       | ROZ 91–100+ (Leistungsangabe bezieht sich auf ROZ 98)                                                                                                |
| Zertifiziertes Emissionsniveau                   | EU4 / ULEV II |
| Abgassystem                                      | Einzelrohrkrümmer mit Leichtbau-Flansch und 2 motornahen Dreiwege-Hauptkatalysatoren                                                                 |
| Kühlung                                          | Elektrische Kühlmittelpumpe; kennfeldgesteuerte Kühlmitteltemperatur                                                                                 |

## Motorenübersicht
| Motortyp | Hubraum          | Bohrung × Hub   | Zylinder | Ventile | Leistung bei 1/min       | Drehmoment bei 1/min | Maximaldrehzahl | Jahr        |
| -------- | ---------------- | --------------- | -------- | ------- | ------------------------ | -------------------- | --------------- | ----------- |
| N52B25   | 2,5 l (2497 cm3) | 82 mm × 78,8 mm | R6       | 4       | 130 kW (177 PS) bei 5800 | 230 Nm bei 3500–5000 | 7000 min−1      | 2005–2008   |
| N52B25   | 2,5 l (2497 cm3) | 82 mm × 78,8 mm | R6       | 4       | 150 kW (204 PS) bei 6400 | 250 Nm bei 2750–3000 | 7000 min−1      | 2009–2011   |
| N52B25   | 2,5 l (2497 cm3) | 82 mm × 78,8 mm | R6       | 4       | 160 kW (218 PS) bei 6500 | 250 Nm bei 2750–4250 | 7000 min−1      | 2005–2010   |
| N52B30   | 3,0 l (2996 cm3) | 85 mm × 88 mm   | R6       | 4       | 160 kW (218 PS) bei 6100 | 270 Nm bei 2400–4200 | 7000 min−1      | 2007        |
| N52B30   | 3,0 l (2996 cm3) | 85 mm × 88 mm   | R6       | 4       | 190 kW (258 PS) bei 6600 | 300 Nm bei 2500–4000 | 7000 min−1      | 2004–2007   |
| N52B30   | 3,0 l (2996 cm3) | 85 mm × 88 mm   | R6       | 4       | 190 kW (258 PS) bei 6600 | 310 Nm bei 2600–3000 | 7000 min−1      | 2009–2012   |
| N52B30   | 3,0 l (2996 cm3) | 85 mm × 88 mm   | R6       | 4       | 195 kW (265 PS) bei 6650 | 315 Nm bei 2750      | 7000 min−1      | 2005–9/2009 |
| N52B30   | 3,0 l (2996 cm3) | 85 mm × 88 mm   | R6       | 4       | 200 kW (272 PS) bei 6650 | 315 Nm bei 2750      | 7000 min−1      | 2006        |

N52 steht jeweils für den Grundmotor („N“ = Neue Motorengeneration, „5“ = 6-Zylinder, „2“ = Valvetronic), B25/B30 bezeichnet die Kraftstoffart inkl. der Einbaulage („B“ = Benzin- und Längsmotor) und den Hubraum („25“ = 2,5 Liter / „30“ = 3,0 Liter).

## Verwendung
N52B25
- 130 kW
  - BMW 523i (E60/E61)
  - BMW Z4 2.5i (E85)
- 150 kW
  - BMW Z4 sDrive23i (E89)
  - BMW 523i (F10/F11)
  - BMW 523Li (F18)
- 160 kW

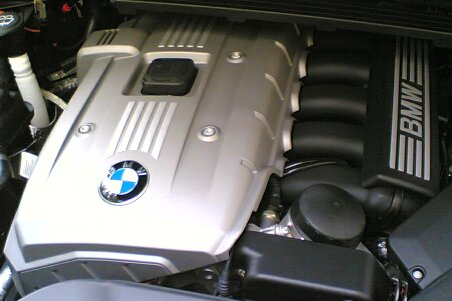
N52B30 in einem BMW 130i

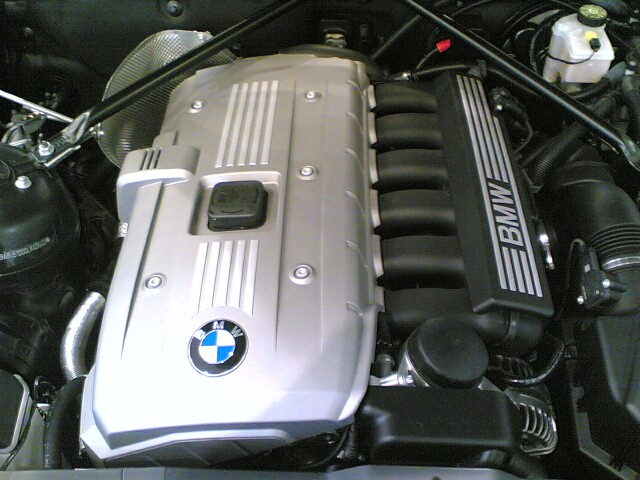
N52B30 in einem BMW Z4 3.0si

  - BMW 325i (E90/E91/E92), (bis 8/2007)
  - BMW 525i (E60/E61)
  - BMW X3 2.5si (E83)
  - BMW Z4 2.5si (E85)

N52B30
- 160 kW
  - BMW 125i (E82/E88)
  - BMW X1 xDrive25i (E84), 03/2010–03/2011N52B25AF in einem BMW 523Li (F18)
- 190 kW

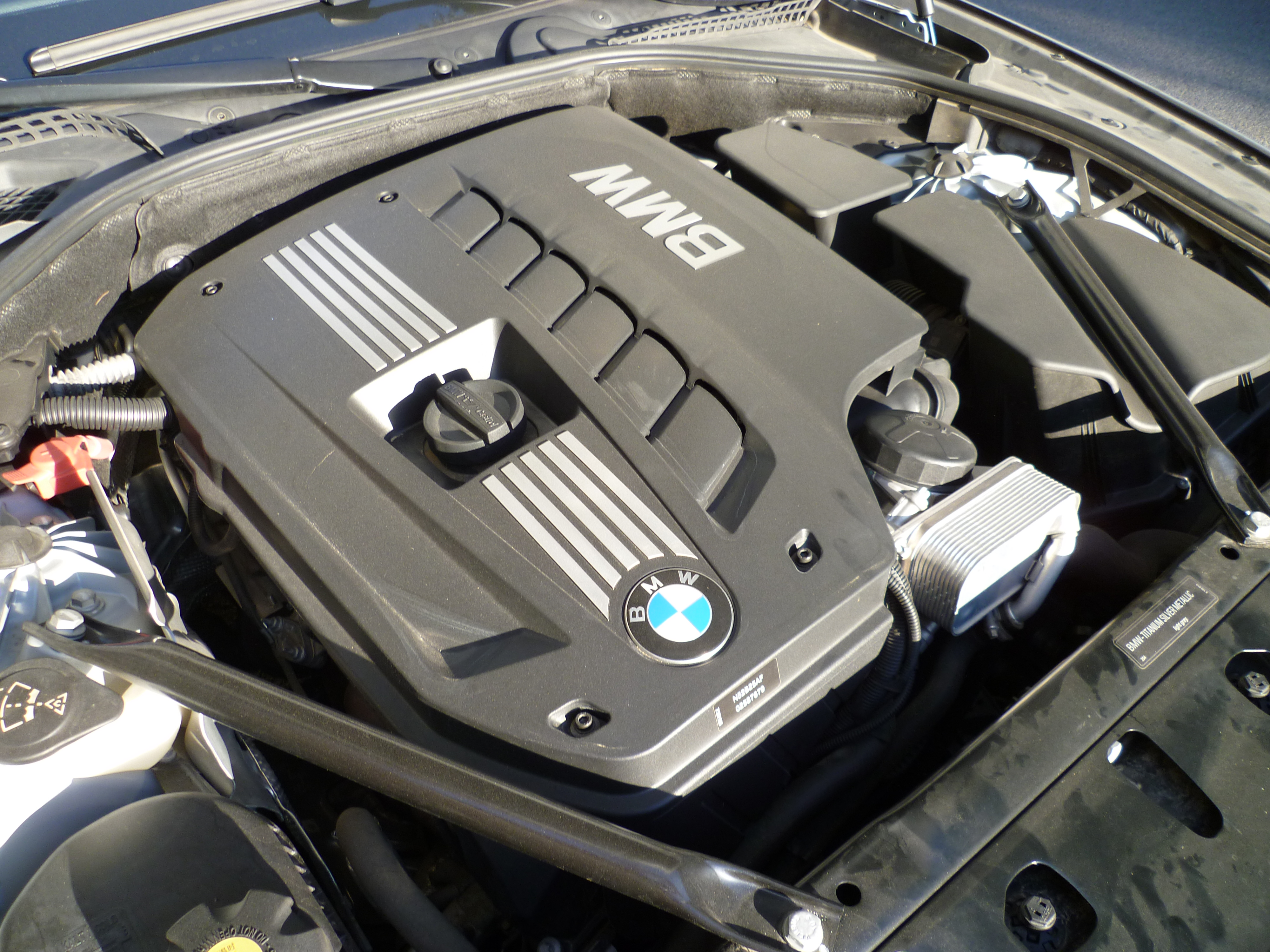
N52B25AF in einem BMW 523Li (F18)

  - BMW 130i (E81/E87), (seit 9/2009)
  - BMW 330i (E90/E91)
  - BMW 530i (E60/E61)
  - BMW 630i (E63/E64)
  - BMW 730i (E65/E66)
  - BMW Z4 sDrive30i (E89)
  - BMW X1 xDrive28i (E84), 09/2009–03/2011
  - BMW X3 xDrive28i BMW F25, 10/2010–02/2012
- 195 kW
  - BMW 130i (E81/E87), 2005–09/2009
  - BMW Z4 3.0si (E85/E86)
- 200 kW
  - BMW X3 3.0si (E83)
  - BMW X5 3.0si (E70)
  - BMW 330i (E92) (09/2006 – 08/2007)